# Xyrichtys rajagopalani
Xyrichtys rajagopalani är en fiskart som beskrevs av Venkataramanujam, Venkataramani och Ramanathan, 1987. Xyrichtys rajagopalani ingår i släktet Xyrichtys och familjen läppfiskar. IUCN kategoriserar arten globalt som otillräckligt studerad. Inga underarter finns listade i Catalogue of Life.